# Cascade Bridge (Lanesboro)
Die Cascade Bridge war eine eingleisige Eisenbahnbrücke auf der Hauptstrecke der New York and Erie Rail Road zwischen Jersey City und Dunkirk am Eriesee. Die 1848 fertiggestellte Holzbrücke überquerte den Cascade Creek etwa drei Kilometer nördlich von Lanesboro, Pennsylvania, wo auch das Starrucca Viaduct als Teil der Strecke errichtet wurde. Im Gegensatz zum Stein-Viadukt bestand die Bogenbrücke aus Holz nur 12 Jahre und wurde 1860 durch einen Erddamm ersetzt. Sie hatte mit 84 Metern die längste jemals gebaute Spannweite einer Eisenbahnbrücke aus Holz und wurde bis heute nur von wenigen Straßen- bzw. Fußgängerbrücken aus diesem Material übertroffen.

## Geschichte
| Ontariosee |

| Eriesee |

| Hudson River |

| Dunkirk |

| Olean |

| Hornell |

| Corning |

| Binghamton |

| Port Jervis |

| Piermont |

| New York City |

| Jersey City |

| Cascade Bridge |

| New York |

| Pennsylvania |

Die 1832 gegründete New York and Erie Rail Road sollte New York City mit dem Eriesee verbinden, wozu eine Verbindung zwischen Piermont und Dunkirk entlang der Südgrenze des Bundesstaates New York geplant war. Die Bauarbeiten starteten 1836. In den folgenden 15 Jahren wurden einzelne Teilabschnitte in Betrieb genommen, die sich schließlich 1851 zu der Gesamtstrecke aufsummierten. Die Erweiterung nach Jersey City erfolgte ein Jahr später durch die Übernahme der Paterson and Hudson River Railroad. Da das Gelände durch die nördlichen Ausläufer des Appalachen-Plateau geprägt ist, waren zahlreiche Tunnel, Brücken und tiefe Einschnitte nötig. Auf dem Abschnitt von Port Jervis nach Binghamton musste die Strecke zudem geländebedingt für einige Kilometer durch Pennsylvania verlegt werden. Hier entstanden östlich des Susquehanna River, dem der Streckenverlauf hier folgt, mit dem Starrucca Viaduct und der Cascade Bridge zwei der imposantesten Bauwerke in der Nähe von Lanesboro. Für die Überquerung des namensgebenden Cascade Creek wählte John Fowler eine Holz-Bogenbrücke in Fachwerkbauweise, die das Gleis in über 50 Meter Höhe über die Schlucht führte. Mit 84 Metern hatte sie die größte Spannweite einer Eisenbahnbrücke aus Holz und wurde später nie übertroffen; nur einige wenige hölzerne Straßen- oder Fußgängerbrücken erreichten bis zu 110 Meter.
Die Arbeiten an der Brücke begannen im Frühjahr 1847 und dauerten etwa 1,5 Jahre bis Dezember 1848. Trotz ihres guten Zustandes gab es Mitte der 1850er Jahre vermehrt Befürchtungen vor einer längerfristigen Unterberechnung des Zugverkehrs bei einem Brand. Die Eisenbahngesellschaft plante daher den Ersatz durch einen Erddamm, den man von 1858 bis 1860 errichtete. Die Holzbrücke wurde daher schon 12 Jahre nach ihrer Fertigstellung wieder abgerissen und ist im Gegensatz zum Starrucca Viaduct nahezu in Vergessenheit geraten. Da der Durchlass im Erddamm für den Cascade Creek zu klein dimensioniert war, wurden bei einem Hochwasser im August 1875 große Teile des Erddamms weggespült, dessen Reparatur bis November des Jahres andauerte. Die ab 1895 als Erie Railroad firmierende Eisenbahngesellschaft bestand bis 1960. Der Streckenabschnitt zwischen Port Jervis und Binghamton gehört heute der Norfolk Southern Railway, die die Verbindung wiederum an die Central New York Railroad verpachtet hat.

## Beschreibung

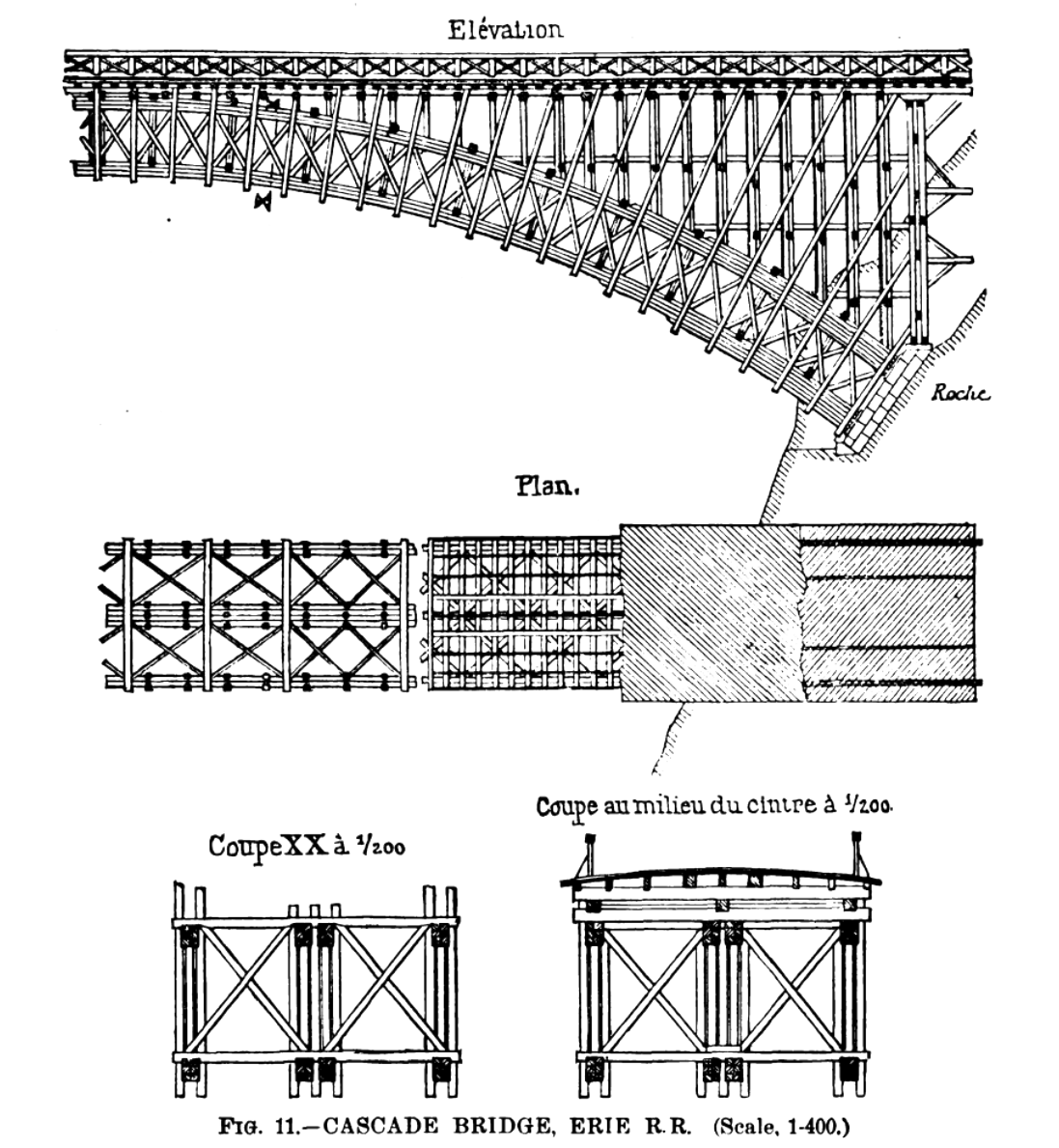
Abbildung der Brücke in der Zeitschrift Scientific American von 1887, unten der Querschnitt des Bogens

Die Bogenbrücke überspannte die etwa 100 Meter breite und 50 Meter tiefe Schlucht des Cascade Creek von Süd nach Nord. Der Fachwerkbogen war aus acht Bogenrippen aufgebaut, wobei jeweils zwei in einem vertikalen Abstand von drei Metern konzentrisch verliefen und untereinander sowie mit den benachbarten Rippenpaaren durch Abkreuzungen, Balken und radial verlaufende Eisenstangen und Stäben verbunden waren; letztere reichten teils bis zum Gleisträger. Zwei Rippenpaare waren außen und zwei im Zentrum positioniert. Die Spannweite des Bogens betrug 83,8 Meter, bei einer Pfeilhöhe von 13,7 Meter (Höhe zwischen Kämpferlinie und Bogenscheitel). Der Gleisträger war aufgeständert, die Höhe über den Widerlagern des Bogens erreichte bis zu 17 Meter und die Gleisebene verlief etwa 53 Meter über Talgrund. Ergänzt wurde das insgesamt etwa 140 Meter lange Bauwerk durch Trestle-Brücken. Die Außenseiten des Ständerwerks waren mit Holzplanken verkleidet, wodurch der Eindruck einer geschlossenen Spandrille entstand.